# サイコクサバノオ
サイコクサバノオ（西国鯖の尾、学名：Dichocarpum univalve）は、キンポウゲ科シロカネソウ属の多年草。

## 特徴
植物体全体に繊細である。根茎はあるが、短くほとんど発達しない。茎は高さ10-20cmになり、無毛か、ときに開出する毛がまばらに生える。根出葉は無いか、または1-4個あり、1回3出複葉で、頂小葉は菱形から扇形になり、長さ0.7-1.5cm、幅0.5-1.5cm、無毛か裏面に伏毛が生え、葉柄は長さ2.5-6cmになり、やや開出する毛がまばらに生える。茎の下部につく葉は互生し、上部の葉は対生する。上部の茎葉は1回3出複葉で、頂小葉は菱形から菱状卵形になり、長さ1-1.7cm、幅0.8-1.5cm、縁は粗い鋸歯縁となるか羽状に中裂し、基部はくさび形となり、両面ともにほとんど無毛、葉柄にはやや開出する毛が生え、葉柄の基部は合着する。
花期は3-5月。茎先に径8-10mmの白色から緑白色の花が数個、下向きに半開して咲く。花柄は長さ0.5-1cmになり、小苞はなく、開出毛が生える。花弁状の萼片は5個あり、楕円形で長さ5-7mm、幅2-4mmになり、中央に紫色のすじが入る。萼片の内側に小さな黄色の花弁が5個あり、花弁の舷部は1弁のみで、広楕円形で先端が浅くへこみ、内曲して垂れ下がり、その柄は白色になる。雄蕊は10数個あり、長さ4mm、葯は白色で長さ0.5mm、花糸は下部が広がる。雌蕊は2個あり柱頭は針状になる。果実は袋果で長さ0.9cmになり、基部で2個が合着して魚の尾状に広がる。種子は径約1mmの球形となり、褐色で、表面は平滑で光沢がある。染色体数2n=36。

## 分布と生育環境
日本固有種。本州の近畿地方と四国に分布し、湿り気の多いスギ林や落葉広葉樹林の林縁などに生育する。

## 名前の由来
和名サイコクサバノオは、「西国鯖の尾」の意で、「鯖の尾」とは、この属の果実は2個の袋果が広がって魚のサバの尾状に左右に広がることからいう。
種小名（種形容語） univalve は、「一弁の」「単弁の」の意味。

## 種の保全状況評価
国（環境省）のレッドデータブック、レッドリストの選定状況はない。都道府県のレッドデータ、レッドリストでは、大阪府が絶滅危惧I類、奈良県が絶滅寸前種、香川県が絶滅危惧I類(CR+EN)となっている。

## 分類
本種ははじめ、大井次三郎 (1934) によって、サバノオの変種、Isopyrum dicarpon Miq. var. univalve Ohwi (1934)とされた。その後、W.T.WANG ＆ HSIAO (1964）によってシロカネソウ属が独立属とされ、田村道夫ら (1968) によって、本属の独立種、Dichocarpum univalve (Ohwi) Tamura et Lauener (1968) とされた。サバノオの花弁の舷部は内外の2弁に分かれ、オレンジ色であるのに対し、本種の花弁の舷部は1弁からなり、黄色である。
「サバノオ」の名前がつく本属の種に、本種のほか、サバノオ D. dicarpon、キバナサバノオ D. pterigionocaudatum、トウゴクサバノオ D. trachyspermum がある。サバノオは本州の岐阜県と九州に分布、キバナサバノオは本州の日本海側に偏った福井県、滋賀県、京都府、兵庫県に分布、トウゴクサバノオは東日本だけでなく、本州の岩手県以南、四国、九州に分布する。

## ギャラリー

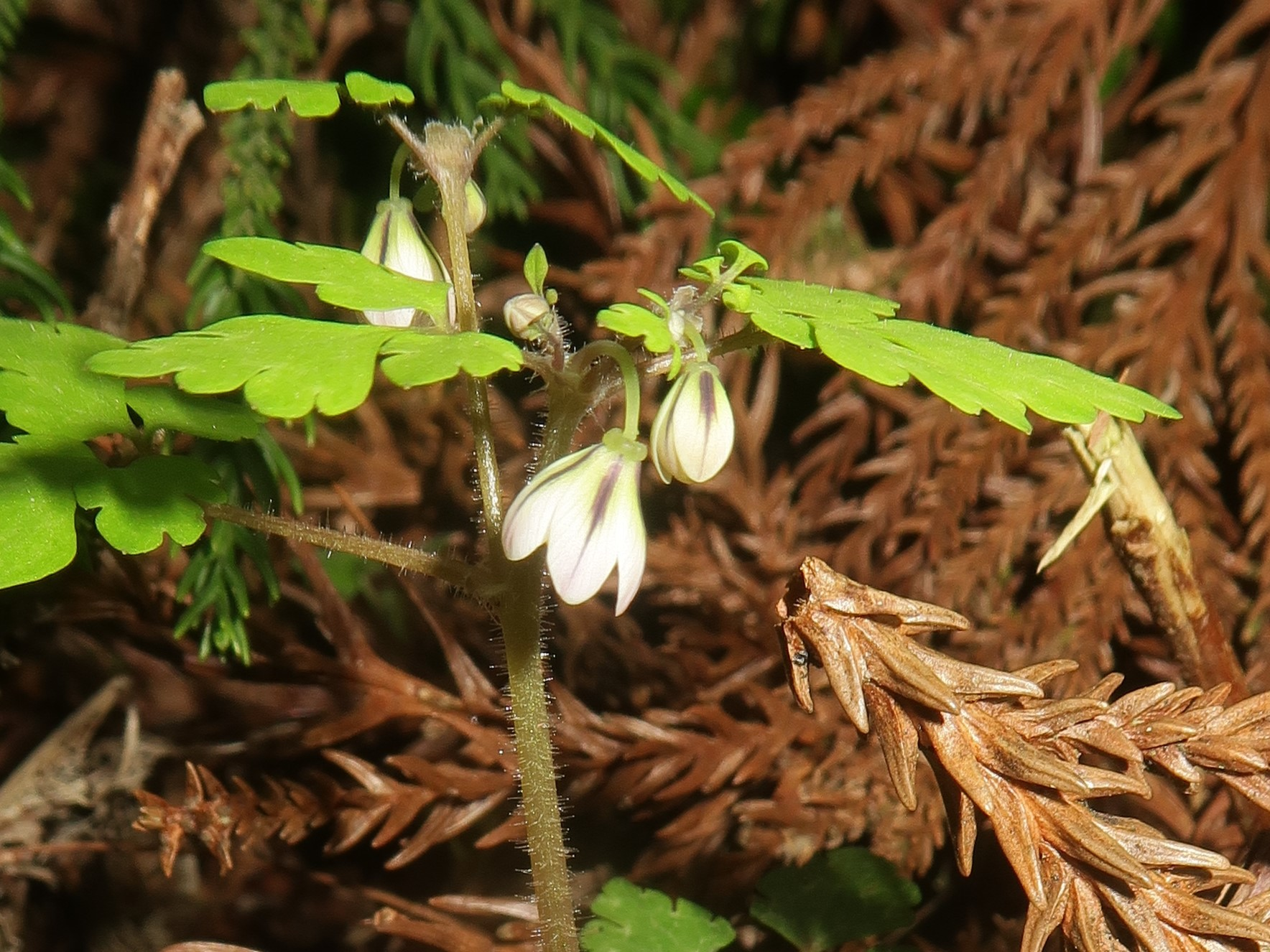
花は数個が下向きに半開して咲く。花弁に見えるのは萼片で5個あり、中央に紫色のすじが入る。
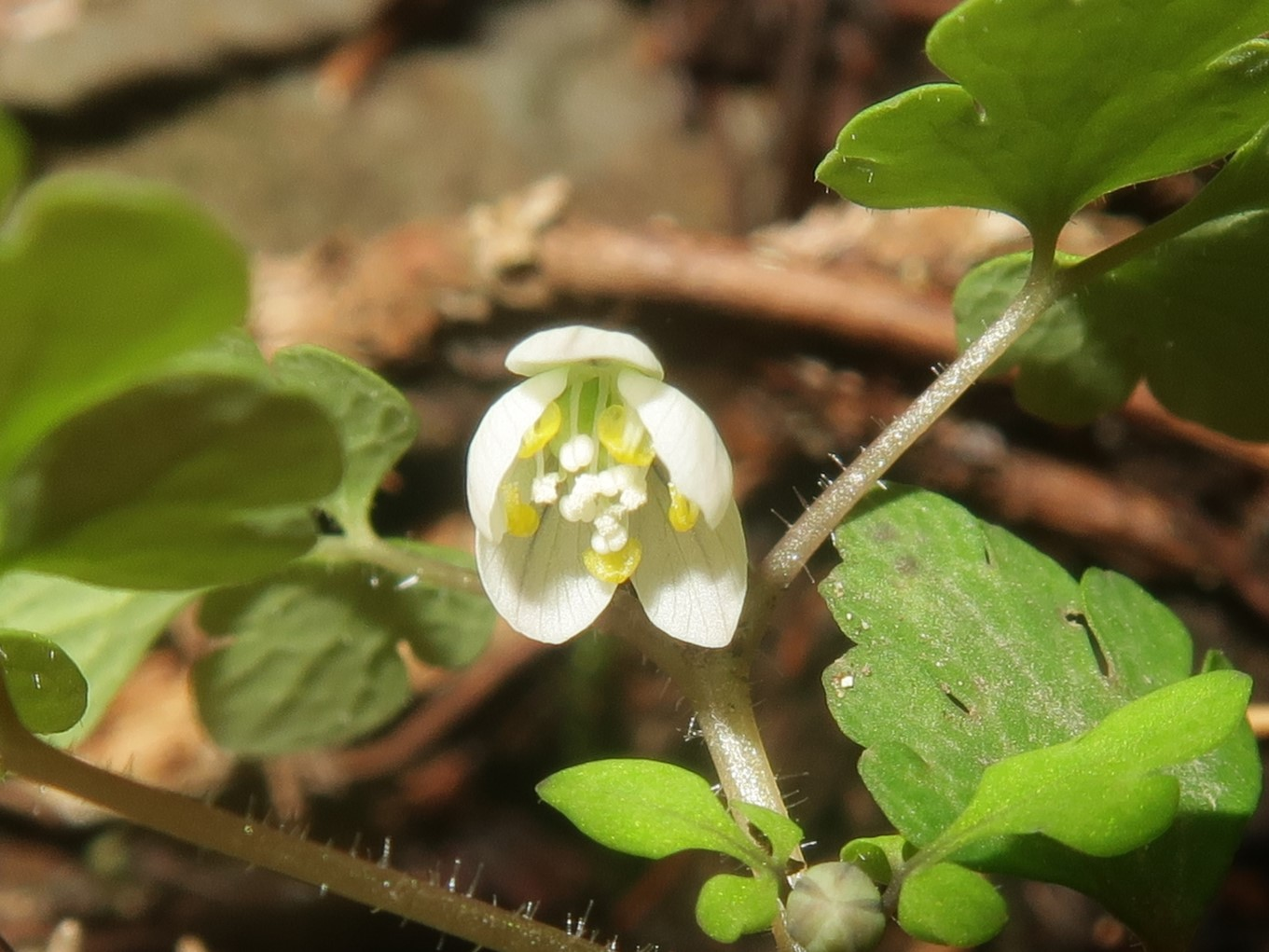
黄色のものが花弁で5個ある、花弁の内側にあるのは雄蕊で10数個ある。この花では雌蕊はまだ見えていない。
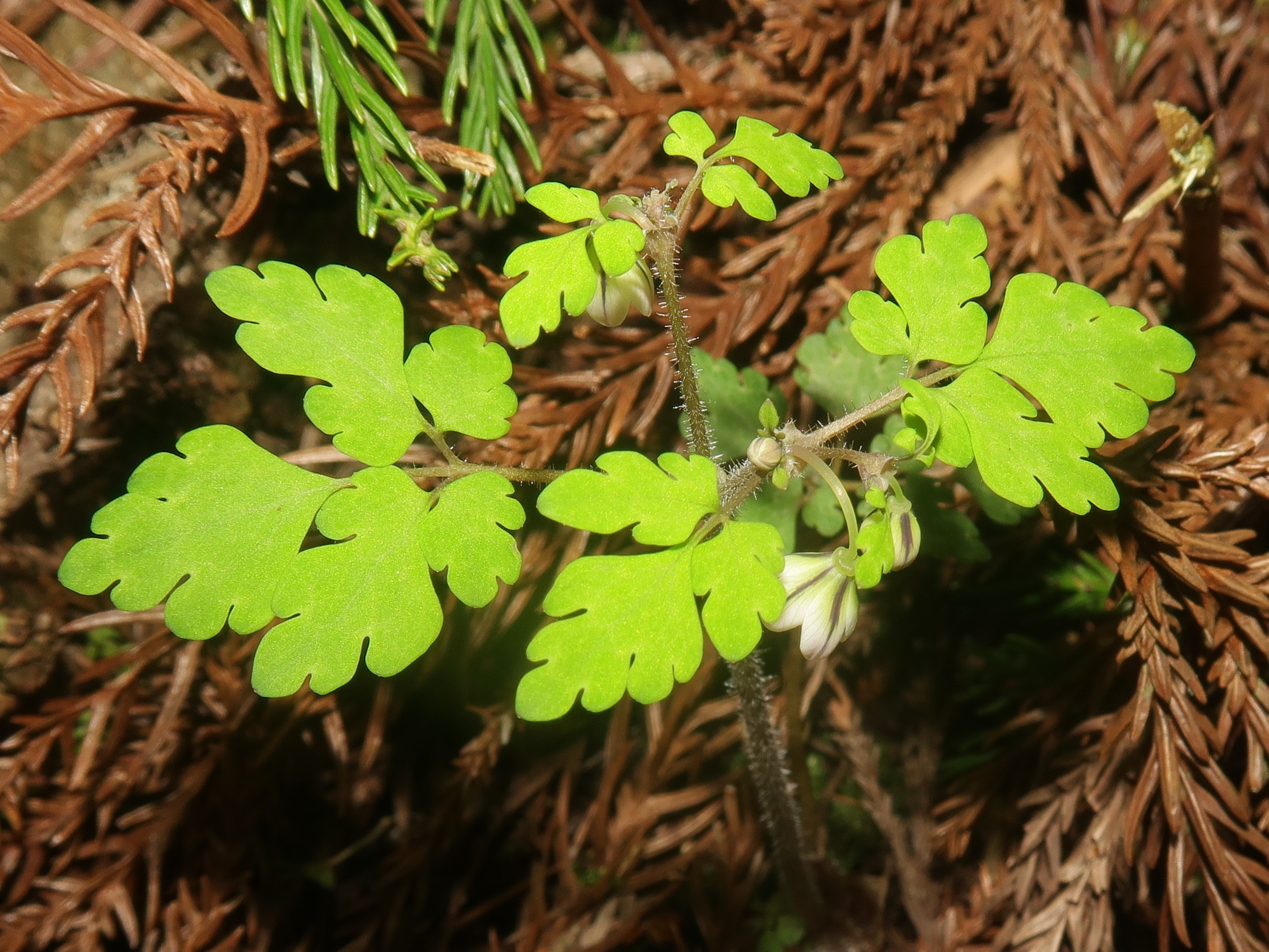
茎の上部の葉は対生する。1回3出複葉で、頂小葉は菱形から菱状卵形になり、縁は粗い鋸歯縁となるか羽状に中裂し、基部はくさび形となり、両面ともにほとんど無毛、葉柄にはやや開出する毛が生え、葉柄の基部は合着する
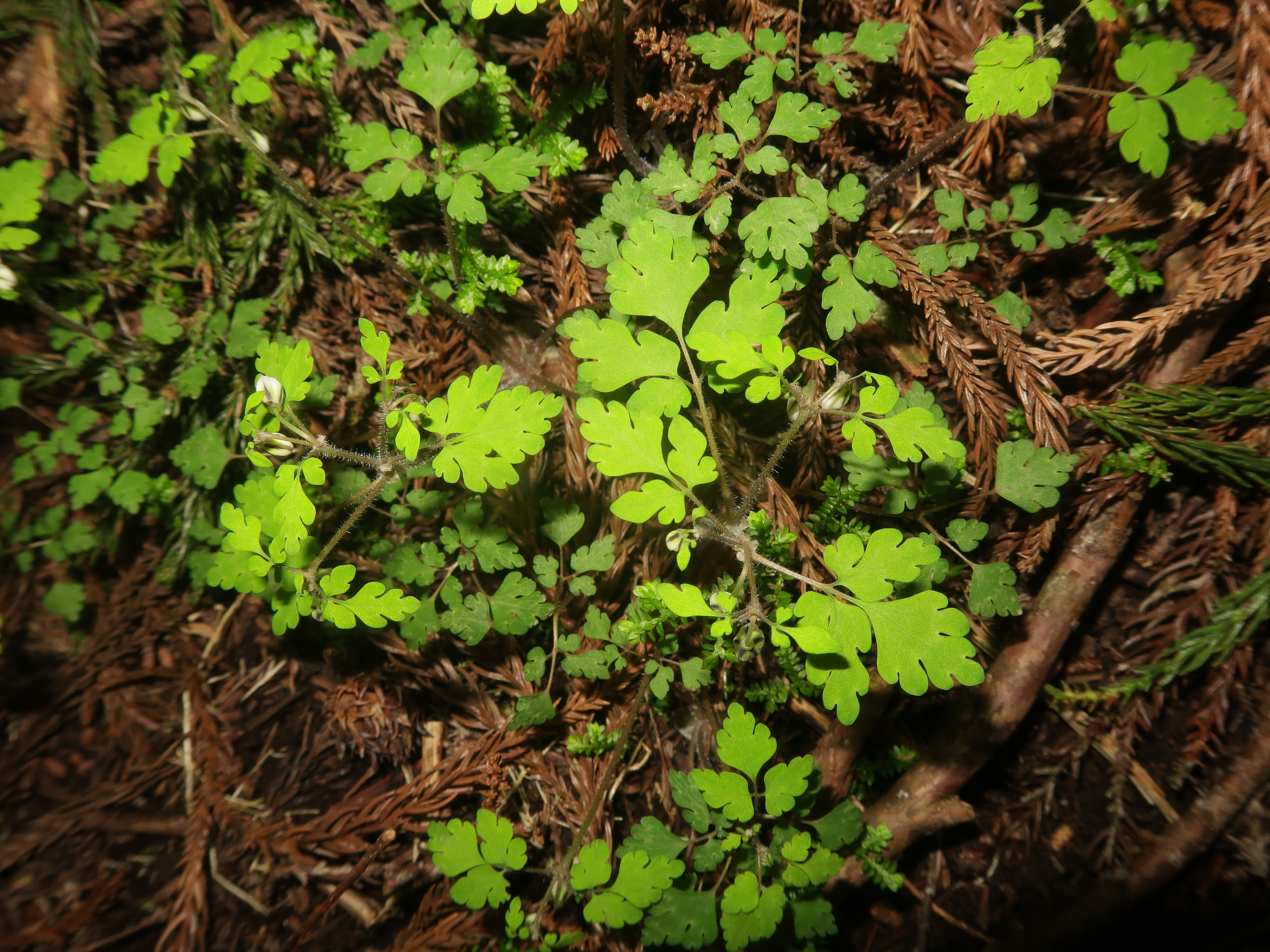
スギの枯れ葉付近のものが根出葉。1回3出複葉で、頂小葉は菱形から扇形になる。